# Karl-Josef Kuschel
Karl-Josef Kuschel (* 6. März 1948 in Oberhausen) ist ein deutscher katholischer Theologe. Er war von 1995 bis 2013 Professor und Akademischer Direktor für Theologie der Kultur und des interreligiösen Dialogs an der Katholisch-Theologischen Fakultät sowie stellvertretender Direktor des Instituts für Ökumenische und interreligiöse Forschung der Universität Tübingen.

## Leben
Karl-Josef Kuschel stammt aus einem bürgerlichen Elternhaus, sein Vater stammte aus Schlesien und war Beamter in der städtischen Verwaltung und später Amtsleiter. Er hat drei Geschwister (Heike Kuschel, Walter Kuschel, Hans Kuschel). Mit dem Ziel, Gymnasiallehrer zu werden, studierte er von 1967 bis 1972 Germanistik und Katholische Theologie an den Universitäten von Bochum und Tübingen. 1969 ging er nach Tübingen. 1977 wurde Kuschel in Tübingen bei Hans Küng und Walter Jens zum Doktor der Theologie mit einer Arbeit zum Thema Jesus in der deutschsprachigen Gegenwartsliteratur promoviert.
Im Jahr 1989 habilitierte sich Kuschel für Ökumenische Theologie an der Eberhard Karls Universität Tübingen mit einer Habilitationsschrift zum Thema Geboren vor aller Zeit? Der Streit um Christi Ursprung. Von 1995 bis 2013 hatte er die Professur für Theologie der Kultur und des interreligiösen Dialogs an der Fakultät für Katholische Theologie der Universität Tübingen inne; er ist stellvertretender Direktor des Instituts für ökumenische und interreligiöse Forschung.
Von 1996 bis 2005 war er Mitglied im Direktionskomitee der internationalen theologischen Zeitschrift Concilium. Seit 1990 ist er Mitglied im Advisory Board von Theology and Literature (London) und der Faith meets Faith Series (New York) sowie Mitglied der Jury zur Verleihung des Elisabeth-Langgässer-Literaturpreises. 
Von 1995 bis 2009 war Kuschel Vizepräsident der Stiftung Weltethos (Tübingen). Seither ist er Mitglied im Wissenschaftlichen Beirat der Stiftung. Von 2002 bis 2008 war er Mitbegründer und Mitglied des Graduiertenkollegs Globale Herausforderungen – transnationale und transkulturelle Lösungswege an der Universität Tübingen. 
Seit 2003 ist er Mitglied im Vorstand des Deutsch-Ostasiatischen Wissenschafts-Forums (DOAW) der Universität Tübingen. Seit 2010 ist er Mitglied und seit 2016 Vorsitzender des Kuratoriums der Gesellschaft Freunde Abrahams. Er ist Unterzeichner des Memorandums Kirche 2011: Ein notwendiger Aufbruch.
Im Jahr 2015 wurde Karl-Josef Kuschel vom Börsenverein des Deutschen Buchhandels in den Stiftungsrat zur Vergabe des jährlichen Friedenspreises des Deutschen Buchhandels berufen und von der Internationalen Hermann Hesse Gesellschaft zu deren Präsidenten gewählt.
Sein Forschungsinteresse gilt besonders dem interreligiösen Dialog bzw. Trialog und den Spuren des Religiösen in der Literatur.

## Auszeichnungen
- 1997: Ehrendoktorwürde der Universität Lund
- 1998: Muhammad-Nafi-Tschelebi-Preis
- 2010: Herbert-Haag-Preis
- 2011: Integrationspreis der Stiftung Apfelbaum
- 2019: Theologischer Preis der Salzburger Hochschulwochen[6]

## Veröffentlichungen

### Theologie der Kultur
- "Vielleicht hält Gott sich einige Dichter …". Literarisch-theologische Porträts von Heine bis Handke. Matthias-Grünewald-Verlag, Mainz 1991, ISBN 978-3-7867-1574-0.
- Lust an der Erkenntnis: die Theologie des 20. Jahrhunderts. Piper, München 1994, ISBN 3-492-11853-4.
- Im Spiegel der Dichter. Mensch, Gott und Jesus in der Literatur des 20. Jahrhunderts. Patmos, Düsseldorf 1997, ISBN 3-491-72378-7.
- Gottes grausamer Spaß? Heinrich Heines Leben mit der Katastrophe. Patmos, Düsseldorf 2002, ISBN 3-491-70350-6.
  - Gekürzte Neuausgabe: Der Kampf mit Gott: Heinrich Heine. Patmos, Stuttgart-Ostfildern 2009, ISBN 978-3-491-72546-1.
- Das Weihnachten der Dichter. Große Texte von Thomas Mann bis Reiner Kunze. Patmos, Düsseldorf 2004, ISBN 978-3-491-72484-6.
- Weihnachten bei Thomas Mann. Patmos, Düsseldorf 2006, ISBN 978-3-491-72505-8.
- Gott liebt es, sich zu verstecken: Literarische Skizzen von Lessing bis Muschg. Matthias-Grünewald-Verlag, Stuttgart-Ostfildern 2007, ISBN 978-3-7867-2686-9.
- Jesus im Spiegel der Weltliteratur. Eine Jahrhundertbilanz in Texten und Einführungen. Patmos, Düsseldorf 2007, ISBN 978-3-491-69433-0.
- Zeitzeichen: Vierzig Analysen zu Kultur, Politik und Religion. Klöpfer & Meyer, Tübingen 2008, ISBN 978-3-940086-14-3.
- Walter Jens, Literat und Protestant. Attempto, Tübingen 2008, ISBN 978-3-89308-405-0.
- Hans Küng – eine Nahaufnahme. Piper, München 2008, ISBN 978-3-492-25334-5.
- Mutterland. Die Familie Mann und Brasilien. Zusammen mit Paulo Soethe und Frido Mann. Artemis & Winkler, Mannheim 2009, ISBN 978-3-538-07293-0.
- Mein Geist ins unbekannte Land. Dichter und Denker auf Tübinger Friedhöfen. Zusammen mit Wilfried Setzler (Text) und Tilmann Rösch (Fotos). Klöpfer & Meyer, Tübingen 2009, ISBN 978-3-94008625-9.
- Börsen, Banken, Spekulanten. Spiegelungen in der Literatur – Konsequenzen für Ethos, Wirtschaft und Recht. Zusammen mit Heinz-Dieter Assmann. Gütersloher Verlagshaus, Gütersloh 2011, ISBN 978-3-579-06690-5.
- Im Fluss der Dinge. Hermann Hesse und Bertolt Brecht im Dialog mit Buddha, Laotse und Zen. Patmos, Ostfildern 2018, ISBN 978-3-8436-1042-1.
- Ein ungeheurer Stoff für einen Schriftsteller. Meisterwerke einer Begegnung von Bibel und Literatur im 20. Jahrhundert. Verlag Katholisches Bibelwerk, Stuttgart 2020, ISBN 978-3-460-08633-3.
- Goethe und der Koran. Mit Kalligraphien von Shahid Alam. Patmos, Ostfildern 2021, ISBN 978-3-8436-1246-3.
- Magische Orte. Ein Leben mit der Literatur. Patmos, Ostfildern 2022, ISBN 978-3-8436-1391-0.
- Unser Geist ist Weltgeist. Stefan Zweig und das Drama eines jüdischen Weltbürgertums. Patmos, Ostfildern 2024, ISBN 978-3-8436-1501-3.

### Interreligiöser Dialog
- Erklärung zum Weltethos. Die Deklaration des Parlamentes der Weltreligionen. Als Herausgeber zusammen mit Hans Küng. Piper, München 1993, ISBN 3-492-11958-1.
- Streit um Abraham. Was Juden, Christen und Muslime trennt – und was sie eint. Piper, München 1994, ISBN 3-492-03739-9.
  - Neuausgabe: Streit um Abraham. Patmos, Düsseldorf 2001, ISBN 978-3-491-69030-1.
- Vom Streit zum Wettstreit der Religionen. Lessing und die Herausforderung des Islam. (= Weltreligionen und Literatur, Band 1). Patmos, Düsseldorf 1998, ISBN 978-3-491-72391-7.
- Wissenschaft und Weltethos. Als Herausgeber zusammen mit Hans Küng. Piper, München 1998, ISBN 3-492-03910-3.
- Juden, Christen, Muslime. Herkunft und Zukunft. Patmos, Düsseldorf 2007, ISBN 978-3-491-72500-3.
- Weihnachten und der Koran. Patmos, Düsseldorf 2008, ISBN 978-3-491-72531-7.
  - Aktualisierte und erweiterte Ausgabe: Weihnachten und der Koran. Patmos, Ostfildern 2024, ISBN 978-3-8436-1437-5.
- Buddha und Christus. Bilder und Meditationen. Zusammen mit Gunther Klosinski. Patmos, Düsseldorf 2009, ISBN 978-3-491-71329-1.
- Rilke und der Buddha: die Geschichte eines einzigartigen Dialogs. Gütersloher Verlagshaus, Gütersloh 2010. ISBN 978-3-579-07020-9.
- Die Ringparabel und das Projekt Weltethos (mit Hans Küng und Alois Riklin), Wallstein, Göttingen 2010. ISBN 978-3-8353-0615-8.
- Abrahamische Ökumene: Dialog und Kooperation (mit Jürgen Micksch) Lembeck, Frankfurt am Main 2011. ISBN 978-3-87476-632-6.
- Martin Bubers Schriften zum Christentum. Edition und Kommentare = Martin Buber Werkausgabe Band 9, Gütersloher Verlagshaus, Gütersloh 2011.
- Im Ringen um den wahren Ring. Lessings ‘Nathan der Weise’ – eine Herausforderung der Religionen. Patmos, Stuttgart-Ostfildern 2011. ISBN 978-3-8436-0031-6 (erstmals 2004); auch in italienischer Ausgabe.
- Leben ist Brückenschlagen. Vordenker des interreligiösen Dialogs Patmos, Stuttgart-Ostfildern 2011. ISBN 978-3-8436-0068-2.
- Festmahl am Himmelstisch. Wie Mahlfeiern Juden, Christen und Muslime verbindet. Stuttgart-Ostfildern 2013. ISBN 978-3-8436-0366-9.
- Theodor Heuss, die Schoah, das Judentum, Israel. Tübingen 2013. ISBN 978-3-86351-068-8.
- Martin Buber – seine Herausforderung an das Christentum. Gütersloh 2015. ISBN 978-3-579-07086-5.
- Die Bibel im Koran. Grundlagen für das interreligiöse Gespräch. Mit einem Geleitwort von Ahmad Milad Karimi und einem Vorwort zur Neuausgabe, Stuttgart-Ostfildern 2022 (Patmos). ISBN 978-3-8436-0726-1.